# Poupartia borbonica
Poupartia borbonica är en sumakväxtart som beskrevs av Johann Friedrich Gmelin. Poupartia borbonica ingår i släktet Poupartia och familjen sumakväxter. Inga underarter finns listade i Catalogue of Life.